# ナコーンシータンマラート駅
ナコーンシータンマラート駅（ナコーンシータンマラートえき、タイ語:สถานีรถไฟนครศรีธรรมราช）は、タイ王国南部ナコーンシータンマラート県ムアンナコーンシータンマラート郡にある、タイ国有鉄道 南本線ナコーンシータンマラート支線の駅である。

## 概要
ナコーンシータンマラート駅は、タイ王国南部ナコーンシータンマラート県の県庁所在地であり、人口27万人が暮らすムアンナコーンシータンマラート郡にある南本線ナコーンシータンマラート支線の終着駅である。駅の正面側（東側）が市街地であり、町は駅を中心に、南北へ細長く発展して来た。
一等駅で1日当たり10列車（5往復）の発着があり、支線終着駅では最大規模の駅である。当駅に発着するバンコク発着の列車は全てクルンテープ駅発着であり、その乗車距離は832.07kmである。クルンテープ駅から、急行列車利用で15時間30分程度である。（ナコーンシータンマラート支線内に特急列車の運行はない）

## 歴史
南本線が順調に延伸工事を続けている、1914年10月1日にナコーンシータンマラート支線の終着駅として開業した。この約2年後の1916年9月1日にバンコクより南本線を経由して当駅まで接続された。 
- 1914年10月1日 【開業】トゥンソン分岐駅 - パッタルン駅 (88.93km)
- 1914年10月1日 【開業】カオチュムトーン分岐駅 - ナコーンシータンマラート駅 (35.01km)

## 駅構造
単式及び島式1面の複合型ホーム2面2線をもつ地上駅であり、コンクリート製の駅舎はホームに面している。

## 駅周辺

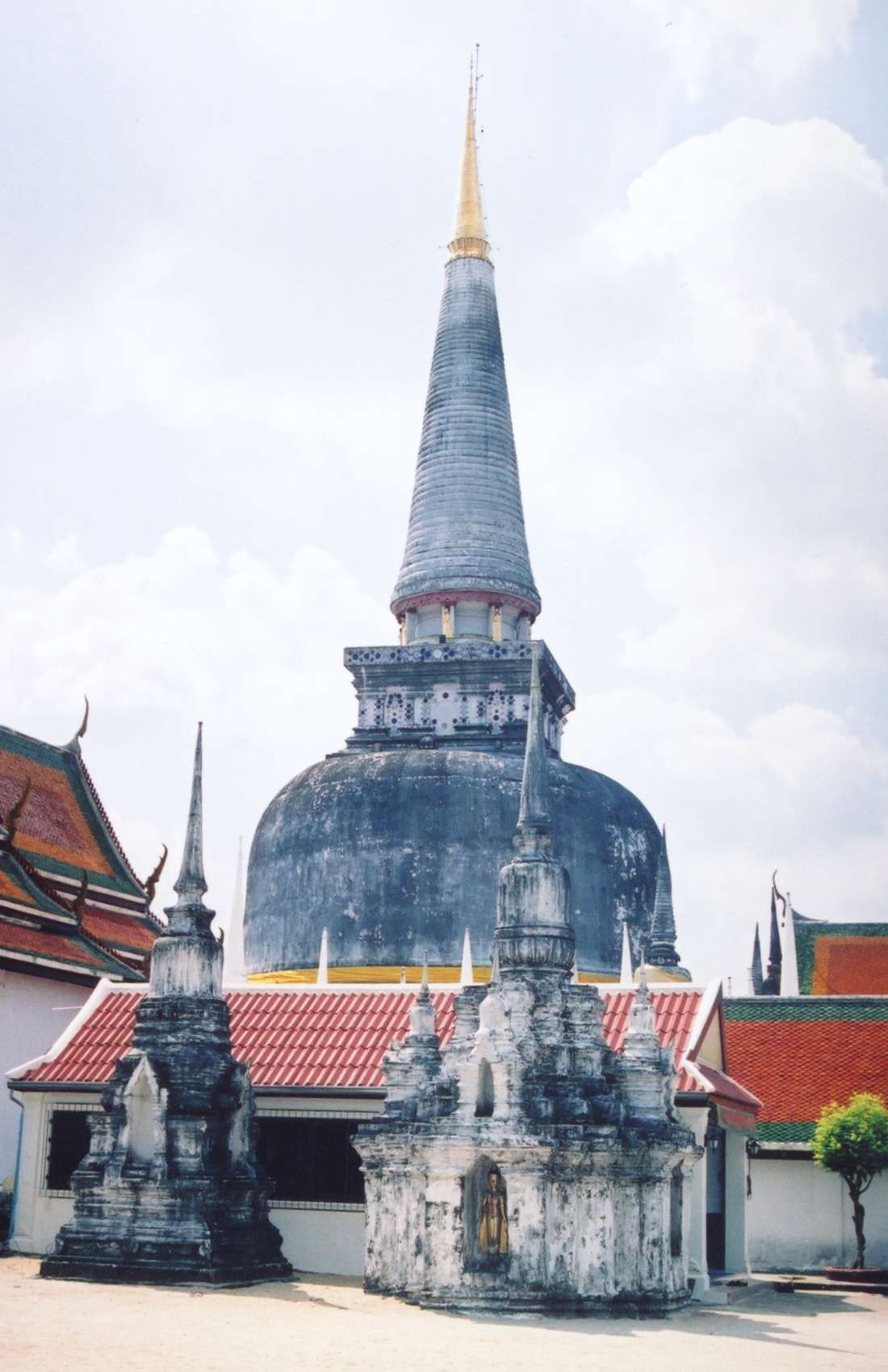
ワット・プラマハータート

王室寺院で有名なワット・プラマハータートの最寄駅である。当駅より若干距離があるが、バス便がかなりあるので行きやすい。
- ナコーンシータンマラート技術大学 (1.5km)
- ナコーンシータンマラートバスターミナル (2.0km)
- ワット・プラマハータート (3.5km)